# Pseudencyrtus
Pseudencyrtus is een geslacht van vliesvleugeligen uit de familie Encyrtidae. De wetenschappelijke naam van dit geslacht is voor het eerst geldig gepubliceerd in 1900 door Ashmead.

## Soorten
Het geslacht Pseudencyrtus omvat de volgende soorten:
- Pseudencyrtus bolus (Walker, 1844)
- Pseudencyrtus borealis MacGown, 1979
- Pseudencyrtus cecidomyiae (Howard, 1885)
- Pseudencyrtus eumedes Trjapitzin, 1978
- Pseudencyrtus eupelmoides (Ratzeburg, 1848)
- Pseudencyrtus idmon (Walker, 1848)
- Pseudencyrtus ixion (Trjapitzin, 1967)
- Pseudencyrtus milovidovi Trjapitzin, 2007
- Pseudencyrtus misellus (Dalman, 1820)
- Pseudencyrtus salicicola Sharkov, 1995
- Pseudencyrtus salicisstrobili (Linnaeus, 1758)